# Torvsjö skogsmuseum

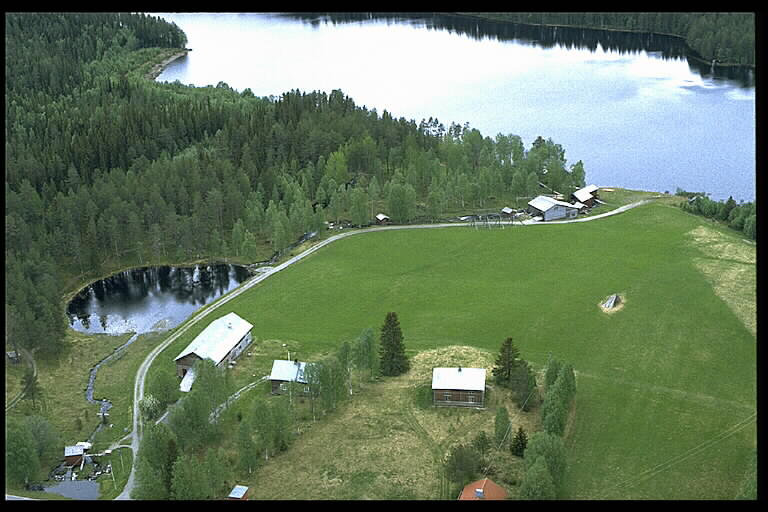
Torvsjö, Torvsjö kvarnar och Torvsjön. Skogsmuseet ligger i skogsområdet, utanför vänstra sidan av bilden.

Torvsjö skogsmuseum är ett arbetslivsmuseum, som ligger strax söder om Torvsjö i Åsele kommun. Det ligger omkring 500 meter söder om byggnadsminnet Torvsjö kvarnar. Det finns också en skogskoja i närheten av kvarnanläggningen, där skogsarbetarna brukade övernatta. Nere vid Torvsjön ligger också ett båthus med en kopia av den spelflotte, som användes för att transportera timret över Torvsjön.
Det första nybygget i Torvsjö anlades 1752. I början av 1900-talet var Torvsjö en jordbruksby med sju gårdar och byskola, men på 1950-talet lades många jordbruk ner och byns befolkning minskade.